# Добша
Добша (Допша) — река в России, протекает в Торопецком районе Тверской области.
Длина реки составляет 33 км. Река вытекает из озера Добшинское, далее течёт на запад. Устье реки находится в Великолукском районе Псковской области напротив деревни Ваши Букровской волости в 120 км по правому берегу реки Кунья.
В 30 км от устья слева впадает приток Сенна. В 26 км от устья слева впадает приток Красна. В 15 км от устья, по правому берегу реки впадает река Студенка.
У истока по берегам реки стоят деревни Скворцовского сельского поселения: Бор, Скворцово (административный центр поселения), Селище, Давыдово и Баранец. Ниже река протекает по территории Кудрявцевского сельского поселения. Здесь на берегу реки стоят деревни Озерец (административный центр поселения), Семёнцево.

## Данные водного реестра
По данным государственного водного реестра России относится к Балтийскому бассейновому округу, водохозяйственный участок реки — Ловать и Пола, речной подбассейн реки — Волхов. Относится к речному бассейну реки Нева (включая бассейны рек Онежского и Ладожского озера).
Код объекта в государственном водном реестре — 01040200312102000023292.